# Neosimnia spelta
Neosimnia spelta är en snäckart som beskrevs av Carl von Linné 1758. Neosimnia spelta ingår i släktet Neosimnia och familjen Ovulidae.

## Underarter
Arten delas in i följande underarter:
- N. s. spelta
- N. s. capitia